# Veselin Vuković
Veselin Vuković (serbisch-kyrillisch Веселин Вуковић; * 19. Dezember 1958 in Struga, SFR Jugoslawien) ist ein serbischer Handballtrainer und ehemaliger Handballspieler.

## Karriere

### Verein
Veselin Vuković war Teil der „Jahrhundertmannschaft“ von Metaloplastika Šabac, mit der er 1982, 1983, 1984, 1985 und 1986 die jugoslawische Meisterschaft sowie 1980, 1983, 1984 und 1986 den jugoslawischen Pokal gewann. Nachdem Šabac 1984 noch im Halbfinale des Europapokals der Landesmeister gescheitert war, triumphierte man in den Jahren 1985 und 1986. 1986 wechselte der 1,92 m große Kreisläufer in die spanische Liga ASOBAL zu Atlético Madrid. In der Saison 1990/91 stand er bei Helados Alacant unter Vertrag. Ab 1991 lief er an der Seite seiner ehemaligen Mitspieler bei Metaloplastika, Veselin Vujović und Zlatko Portner, für den FC Barcelona auf. Mit „Barça“ gewann er 1992 die spanische Meisterschaft und 1993 die Copa del Rey de Balonmano.

### Nationalmannschaft
Mit der jugoslawischen Nationalmannschaft gewann Vuković bei den Mittelmeerspielen 1983 die Goldmedaille. Bei den Olympischen Spielen 1984 in Los Angeles warf er 20 Tore in sechs Partien und wurde mit Jugoslawien Olympiasieger. Bei der Weltmeisterschaft 1986 gewann er erneut Gold. Bei der Weltmeisterschaft 1990 belegte das Team den vierten Platz.

### Trainer
Als Trainer kehrte Vuković zunächst zu Metaloplastika Šabac zurück. Als Assistent arbeitete er für die Nationalmannschaft der Bundesrepublik Jugoslawien und von Serbien und Montenegro. Im Jahr 2010 übernahm er die serbische Nationalmannschaft, mit der er bei der Europameisterschaft 2012 die Silbermedaille gewann. Bei den Olympischen Spielen 2012 in London kam die Mannschaft auf den neunten Rang. Bei den Weltmeisterschaften 2011 und 2013 erreichte man jeweils den zehnten Platz. Von 2019 bis 2021 trainierte er erneut Metaloplastika.